# Perfluorotributylamine
La perfluorotributylamine (PFTBA) est un composé chimique de formule N(C4F9)3. Il s'agit d'un liquide incolore, chimiquement inerte et insoluble dans l'eau. Des chercheurs de l'Université de Toronto au Canada ont montré que cette substance constituerait, lorsqu'elle est rejetée dans l'atmosphère, le gaz à effet de serre ayant le forçage radiatif le plus élevé, estimé à 0,86 W· m−2· ppb−1, avec une durée de vie dans l'atmosphère d'au moins 500 ans,. Cela correspond à un potentiel de réchauffement global (PRG) plus de 7 000 fois plus élevé que celui du dioxyde de carbone.  Cependant, ce composé n'étant actuellement présent dans l'atmosphère que sous forme de traces, son impact réel sur le réchauffement climatique représente environ 1/10 000e de celui du CO2.
Le PFTBA est utilisé dans l'industrie électronique, par exemple sous le nom de Fluorinert FC-43 ainsi que dans des applications de substitut sanguin, utilisé lors de certaines interventions médicales particulières, voire, dans le transport aérien, pour le comptage des particules lors des vols commerciaux.